# Jaclyn Linetsky
Jaclyn Linetsky (8 de janeiro de 1986 - 8 de setembro de 2003) foi uma atriz adolescente canadense que deu voz a muitas pessoas diferentes. Era mais conhecida por dar voz a Caillou no programa de televisão animado entre 2000-2003.  Mais tarde, ela interpretou Megan no programa de televisão 15 / love . Ela morreu em um acidente de carro no Canadá em 8 de setembro de 2003, aos 17 anos.  